# Петровка, 38 (фильм)
«Петро́вка, 38» — советский остросюжетный детективный художественный фильм, снятый в 1980 году по одноимённой повести Юлиана Семёнова режиссёром Борисом Григорьевым. Через год вышло его продолжение — фильм «Огарёва, 6». Фильм назван по адресу Московского уголовного розыска — улице Петровка, 38.

## Сюжет
Май 1979 года. Сотрудники Московского уголовного розыска полковник Алексей Павлович Садчиков, майор Владислав Николаевич Костенко и старший лейтенант Валентин Росляков, расследуют дерзкие разбойные нападения, совершаемые группой преступников.
С помощью подростка Лёньки, который случайно познакомился с бандитами и оказался вовлечён в неудавшееся ограбление сберкассы, были задержаны преступники — «Чи́та» и «Сударь». Эксперты обнаруживают, что отпечатки пальцев на пистолете принадлежат третьему налётчику. Задержанные рассказывают о «Прохоре» — главаре банды.
Расследование приводит сотрудников уголовного розыска в подмосковную деревню, где проживает некий тихий старичок. Этим старичком и оказался «Прохор» — главарь банды и уголовник со стажем.
В перестрелке преступник наносит тяжёлое ранение молодому сотруднику уголовного розыска, старшему лейтенанту Валентину Рослякову, но врачам удаётся спасти его. Майор Костенко задерживает убегавшего Прохора и предъявляет ему неопровержимые улики.

## В ролях
- Георгий Юматов — Алексей Павлович Садчиков, полковник уголовного розыска
- Василий Лановой — Владислав Николаевич Костенко, майор уголовного розыска
- Евгений Герасимов — Валентин Росляков, старший лейтенант уголовного розыска
- Николай Крюков — Аверьян Прохорович, «Прохор», главарь банды
- Михаил Жигалов — Александр Николаевич Ромин, «Сударь», преступник и наркоман, бывший тренер по мотоспорту
- Александр Никифоров — Константин Иванович Назаренко, «Чи́та», преступник
- Николай Ерёменко (старший) — генерал-лейтенант милиции
- Владимир Смирнов — следователь (эпизод в столовой)
- Александр Егоров ― Лёнька Самсонов
- Татьяна Гаврилова — Надежда
- Владимир Качан — любовник Надежды
- Юрий Катин-Ярцев — Григорий Маркович, концертный администратор
- Григорий Лямпе — Арно, скрипач
- Андрей Юренев — Молочков, дежурный по отделению
- Людмила Нильская — Алёна, любовница Рослякова, спортсменка
- Юрий Волков — Алексей Алексеевич Самсонов, отец Лёньки
- Вацлав Дворжецкий — Лев Иванович, учитель литературы
- Борис Григорьев — хирург
- Елизавета Кузюрина — сожительница Прохора
- Валентина Титова — жена Самсонова, мать Лёньки
- Елена Морозова — внучка сожительницы Прохора (в титрах — Женя Григорьева)

## Съёмочная группа
- Сценарист: Юлиан Семёнов
- Режиссёр: Борис Григорьев
- Оператор: Игорь Клебанов
- Художник: Ольга Кравченя
- Композитор: Георгий Дмитриев